# Bensdorp
Bensdorp was een cacao- en chocoladefabriek die in 1840 door Gerardus Bernardus Bensdorp te Amsterdam werd opgericht. Het bedrijf was van oorsprong een chocoladeverwerkend bedrijf.

## Begin en uitbreiding
Gerardus Bernardus werkte in de bakkerszaak van zijn vader en richtte zich op de chocolade- en suikerverwerking. In augustus 1843 trouwde hij en zijn twee zoons, François Theodore (1847) en Louis François (1852), kwamen later in zijn zaak te werken. In 1849 werd de eerste fabriek aan de Amstel gesticht. In 1870 droeg hij de zaak, die inmiddels ’Stoomfabriek van en Handel in chocolaad en suikerwerken’ heet, over aan François. Gerardus Bernardus overleed op 5 oktober 1882. In 1871 kwam Louis François ook bij het bedrijf te werken. De broers kwamen in contact met de Amsterdamse koffie- en theehandelaar G. C. van Veen, die een stuk grond bezat aan de spoorlijn in Bussum. In 1884 werd in Bussum een tweede fabriek gebouwd. Per 1899 volgde de omzetting in een nv, de ‘Hollandse Cacao- en Chocoladefabriek v/h Bensdorp & Co’ wat in 1933 weer veranderde in ‘Bensdorp N.V’. Door de grote vraag werd de fabriek in Bussum uitgebreid in 1897 en ook in 1906. De onstuimige expansie vroeg om grote investeringen waardoor bij de cacaocrisis ten gevolge van de hoge grondstofprijzen in 1908 ook Bensdorp in de problemen kwam en surseance aanvroeg. Het actief overtrof echter ruimschoots het passief. In 1926 werd de Amsterdamse fabriek gesloten en ging de productie geheel over naar Bussum. In de voormalige Amsterdamse fabriek, ontworpen door Anton J. Joling, is het Eden-hotel gevestigd.

## Groei
In 1901 respectievelijk 1907 werden filiaalbedrijven in Duitsland (Kleef) en Oostenrijk (Wenen) geopend. In latere tijden volgden nog filialen te Kaapstad (1949), Genua en verkoopkantoren te Boston (1949) en Londen (1957). Verder was de expansie voor een belangrijk deel gebaseerd op de eigen winkels die onder eigen naam werden geëxploiteerd. Deze werden in 1949 ondergebracht in een aparte nv, Bensdorp Winkel. Midden jaren vijftig telde deze 103 winkels. Eind jaren twintig ging het tijdelijk minder: in 1928 werden de aandelen afgewaardeerd tot de helft van de nominale waarde. Eind jaren vijftig telde het concern een 800 medewerkers: ruim 300 in Bussum, 300 in Wenen, 125 in Kleef en 50 in Kaapstad. In 1962 werd de Amsterdamse cacao- en chocoladefabriek Blooker overgenomen. Deze werd na de overname direct gesloten; de productie werd overgebracht naar Bussum. 

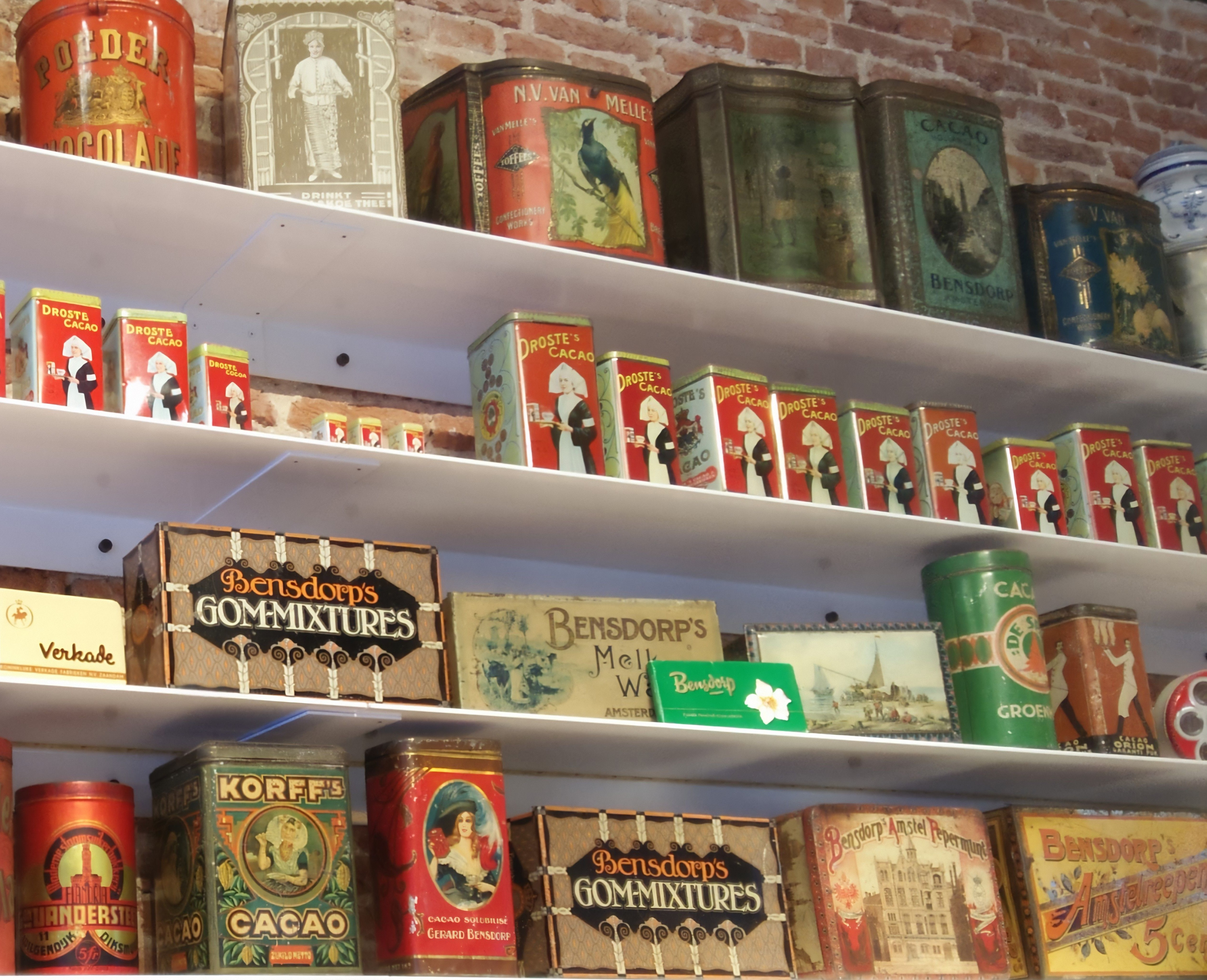
Producten van Bensdorp

## Bensdorp overgenomen
Bensdorp telde rond 1970 een duizend werknemers, van wie ruim 300 in Nederland. Het werd in 1973 overgenomen door Unilever. In 1974 verliet Louis Bensdorp Jr., de vijfde generatie, het bedrijf waarmee de betrokkenheid van de familie ten einde kwam. Het bedrijf kwam in 1985 in Zwitsers/Belgische handen toen het werd gekocht door Barry Callebaut. De productie verhuisde naar Frankrijk en de fabriek aan de Bussumse Herenstraat werd in 2000 gesloten.

## Leegstand en nieuwbouw
Tijdens een zware storm in 2007 waaide de karakteristieke schoorsteenpijp van de fabriek om. De leegstaande fabriek was in gebruik als oefenruimte door een acrobatiekgezelschap en voor dansfeesten.

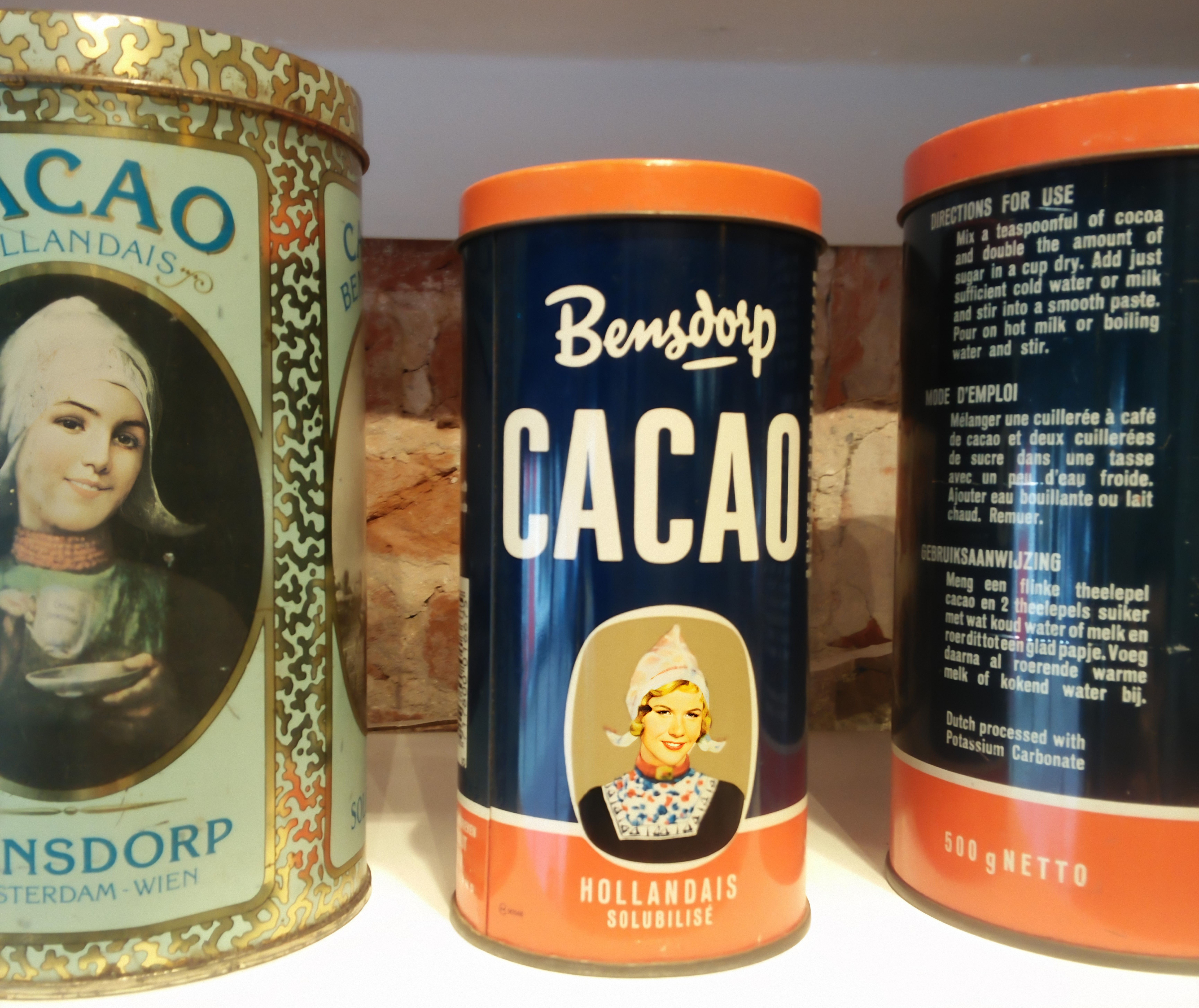
Meer produceten

Het voormalig bedrijfsterrein maakt onderdeel uit van de Spoorzone Zuid waar vanaf 2004 LEVS architecten met een planontwerp bezig was. Op 24 november 2015 ging de gemeenteraad akkoord met de bestemmingswijziging van het terrein. Van de ingediende plannen voldeed dat van Bouwbedrijf Noordersluis aan de visie van de gemeente waarop in 2017 werd begonnen met de (gedeeltelijke) sloop van de oude fabriekshal. Dit duurde tot 23 juni 2017, waarna er is begonnen met het bouwen. De oorspronkelijk opleveringsdatum van het gebouw, december 2018, werd niet gehaald door het  faillissement van het bouwbedrijf. In de zomer van 2020 is het Bensdorpcomplex opgeleverd.

## Prijzen
Het bedrijf won verschillende prijzen op Wereldtentoonstellingen:
- Boston, 1884: gouden medaille
- Calcutta, 1884: gouden medaille
- Londen, 1884: zilveren en gouden medaille

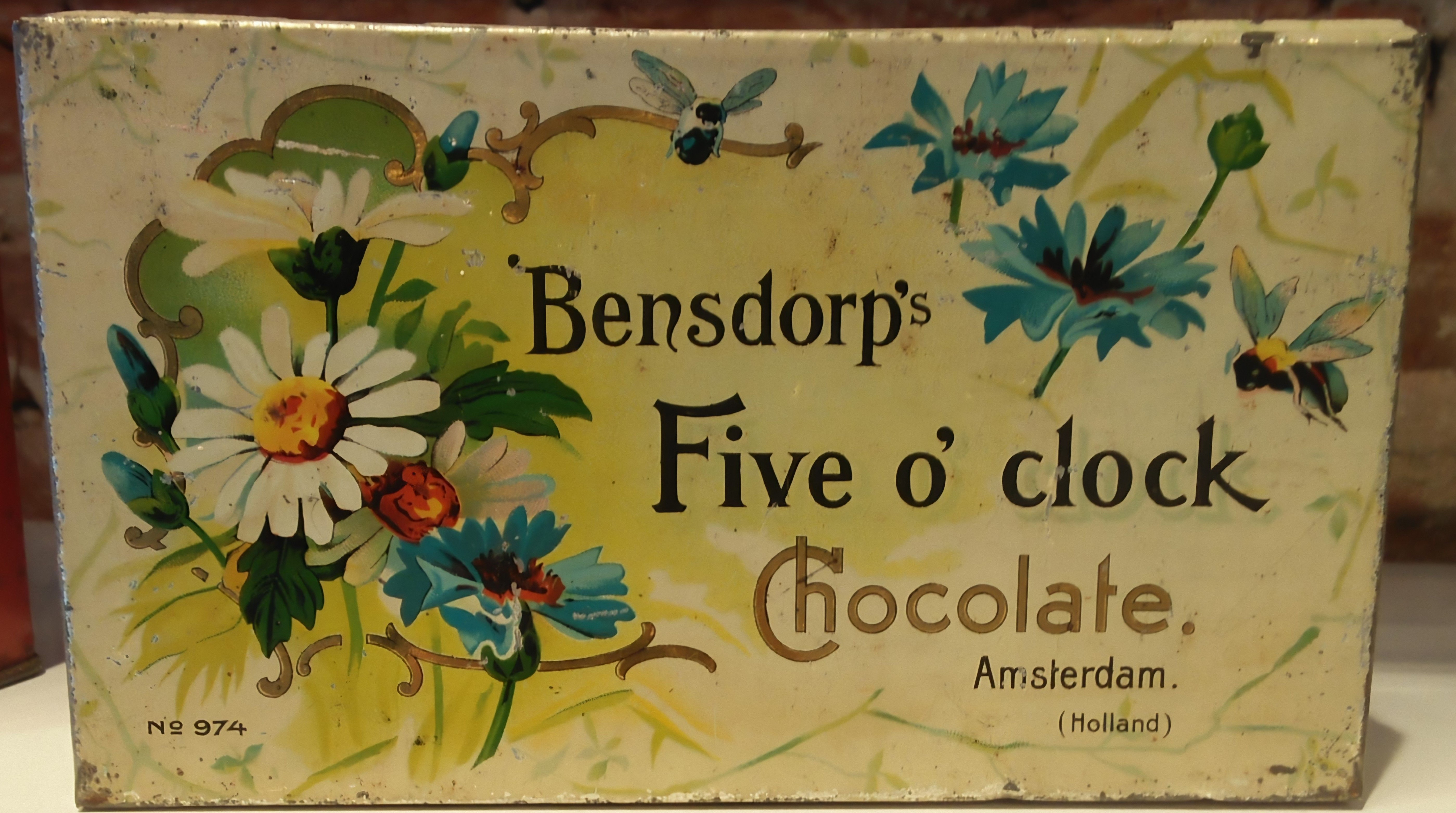
Five o clock chocolade: Noog een product van Bensdorp

## Literatuur

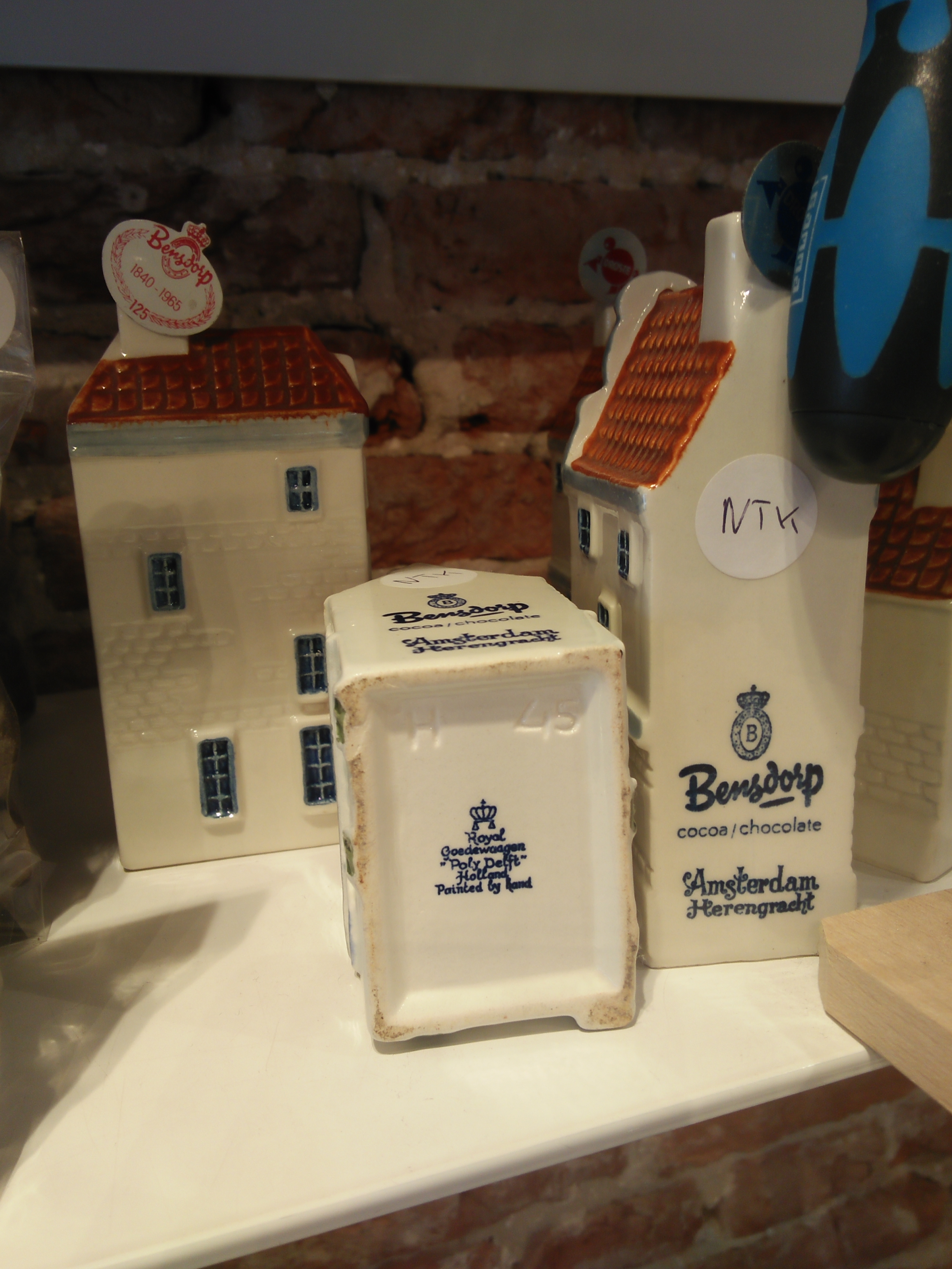
Miniatuur van Bensdorp chocoladebedrijf

## Externe websites
Bensdorp history Barry-Callebaut
Bussum Historische Kring Bensdorp geschiedenis (van Marcus van der Heide). Contactblad Historische Kring Bussum 18/3 (december 2002)